# Ebersbrunn (Lichtentanne)
Ebersbrunn ist ein Ortsteil der Gemeinde Lichtentanne im Landkreis Zwickau in Sachsen. In Ebersbrunn wohnen ca. 1100 Einwohner auf einer Fläche von 7,13 km².

## Geographie

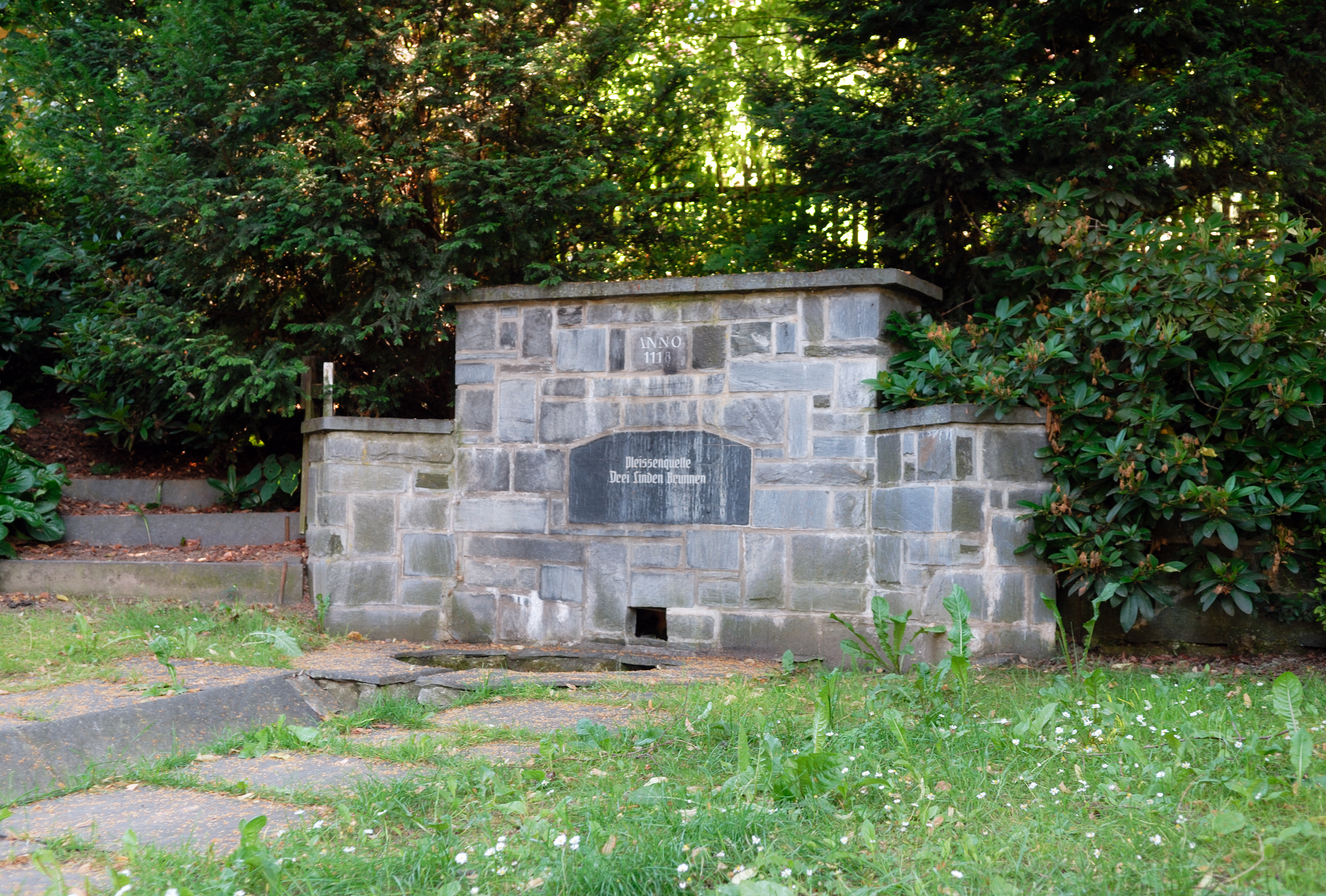
Pleißenquelle im Drei-Linden-Brunnen

Ebersbrunn liegt im Naturraum Erzgebirgsbecken (Oberes Pleißeland). In der Ortsflur entspringt die Pleiße im Drei-Linden-Brunnen auf 443 m ü. NN. Sie mündet nach etwa 90 Kilometern und 340 Metern Gefälle in Leipzig in die Weiße Elster.
Der Ort liegt abseits der anderen Lichtentanner Ortsteile im äußersten Süden der Gemeinde, direkt südwestlich der Kreisstadt Zwickau. Die nächste Ortschaft ist nordöstlich der Zwickauer Stadtteil Hüttelsgrün, der um 1900 als Ortsteil von Ebersbrunn entstand. Ostnordöstlich liegt Rottmannsdorf, im Süden Voigtsgrün und im Südwesten Hauptmannsgrün. Im Nordwesten liegen die Ortsteile Schönfels und Lichtentanne, direkt nördlich Stenn. Südlich des Bahnhofs und nordöstlich der Autobahnanschlussstelle befindet sich die im 19. Jahrhundert errichtete Vermessungsstelle 137 der Königlich-Sächsischen Triangulirung.

## Geschichte

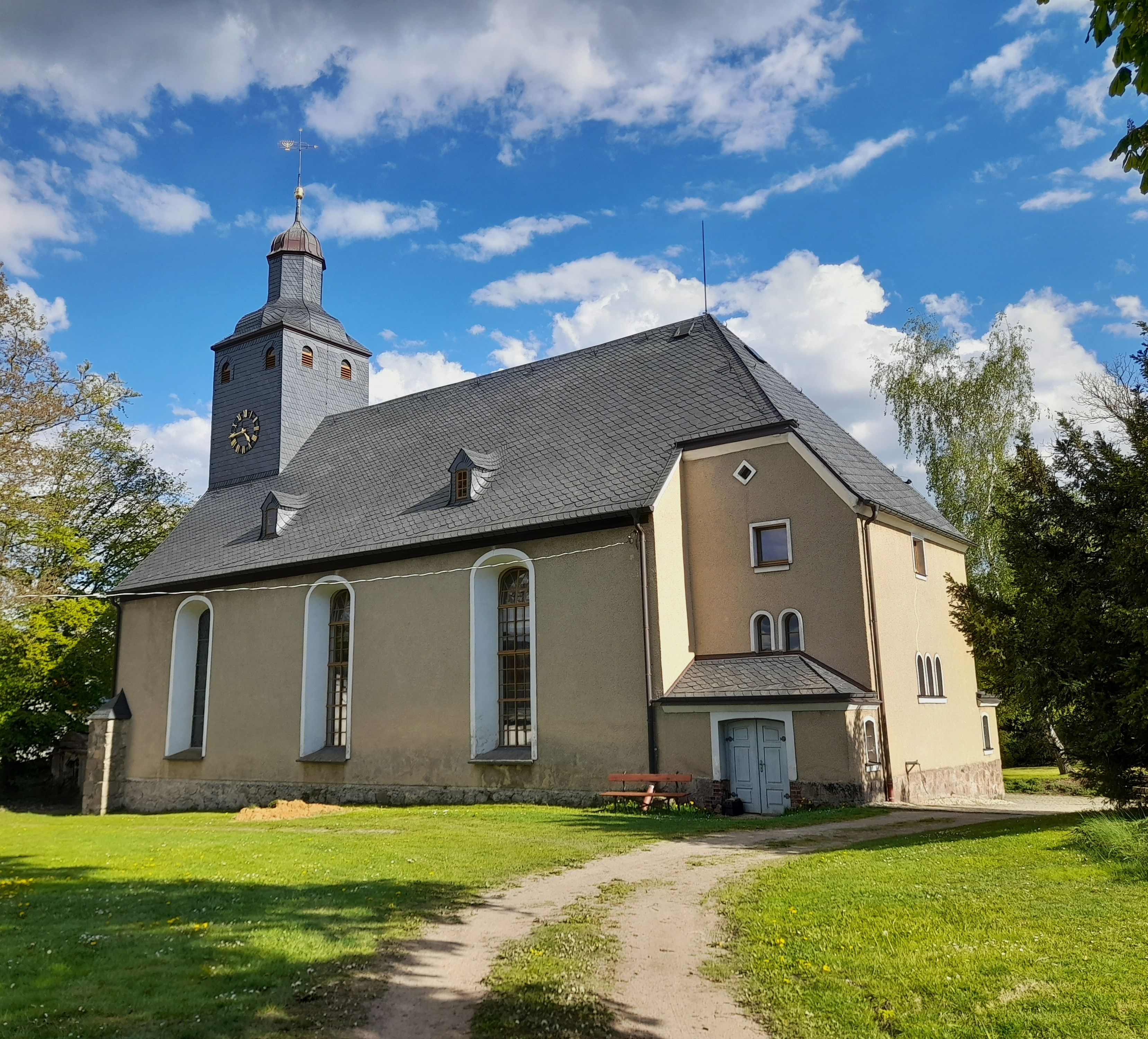
Ev.-luth. Kreuzkirche Ebersbrunn (Lichtentanne)

### Ortsgeschichte

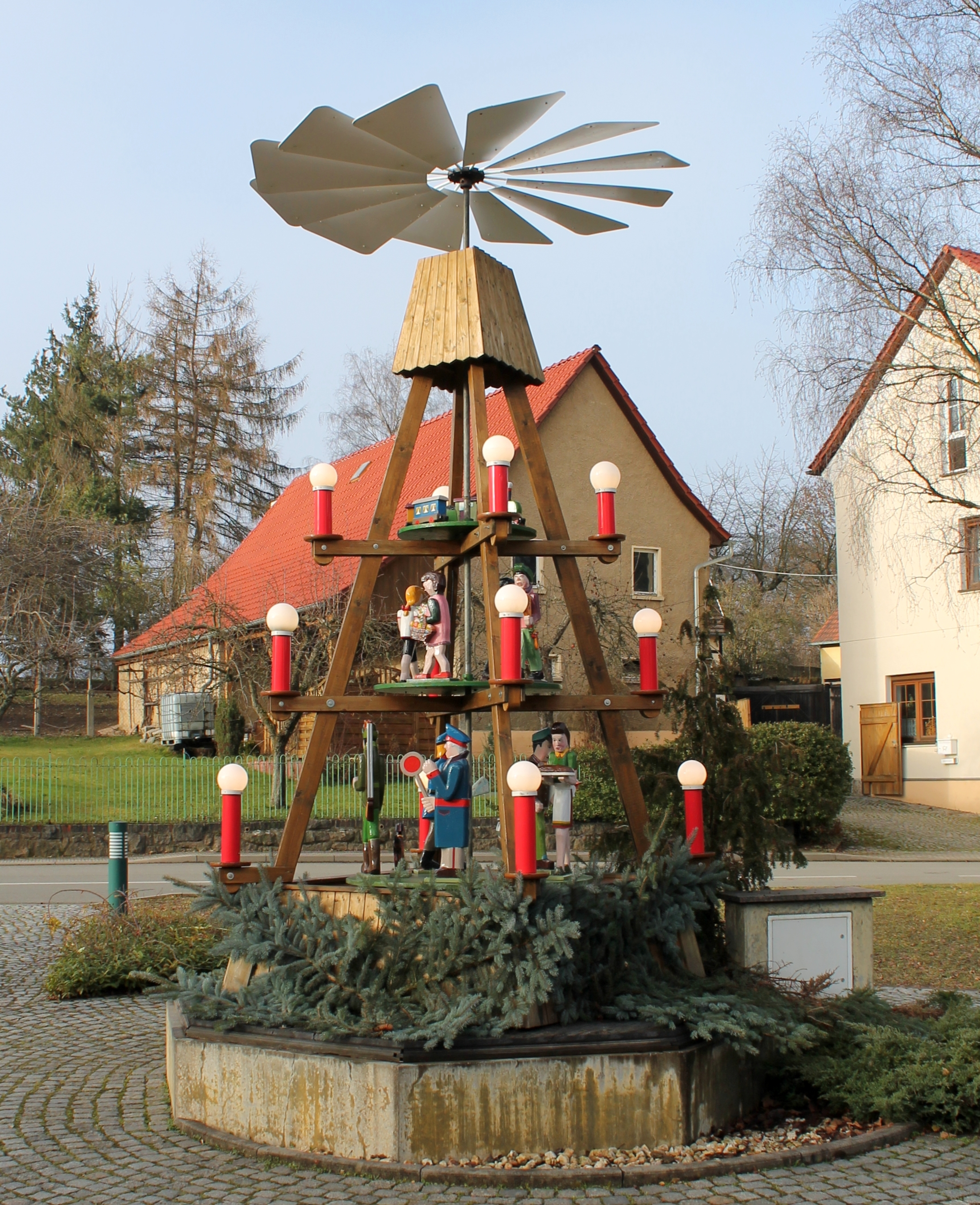
Ortspyramide in Ebersbrunn

Der Ort wurde 1118 in einer Grenzurkunde des Naumburger Bischofs Dietrich I. erstmals urkundlich erwähnt. Im Zuge der deutschen Ostsiedlung erweiterten fränkische und hessische Siedler den slawischen Bauernort, durch Rodung entstand daraus ein Waldhufendorf. Schon vor dem Jahr 1300 bestand die inzwischen abgegangene Wasserburg Ebersbrunn an der Pleiße, eine Mühle ist für das Jahr 1342 belegt. Das Dorf unterstand Mitte des 15. Jahrhunderts der Pflege Zwickau, die Grundherrschaft lag beim Rittergut Neuschönfels. Die mittelalterliche Kirche wurde 1820 durch den heutigen Bau ersetzt.
Ebersbrunn gehörte bis 1856 zum kursächsischen bzw. königlich-sächsischen Amt Zwickau im Erzgebirgischen Kreis. 1856 wurde der Ort dem Gerichtsamt Zwickau und 1875 der Amtshauptmannschaft Zwickau angegliedert. Der im Nachbarort Stenn ansässige Gutsbesitzer und spätere Landtagsabgeordnete Friedrich August Barth gehörte 1849 zu den Begründern des Landwirtschaftlichen Vereins in Ebersbrunn. Er übernahm 1862 dessen Vorsitz. Gegen Ende des 19. Jahrhunderts erhielt die Gemeinde 1893 Anschluss an die Bahnstrecke Zwickau–Falkenstein.
Am 17. April 1945 marschierten die Amerikaner in Ebersbrunn ein. Im Juni übergaben sie die Kommandantur an die Rote Armee. Die Gemeinde lag nun in der SBZ, aus der 1949 die DDR hervorging. Im Rahmen der Verwaltungsreform entstand 1952 der Kreis Zwickau-Land im Bezirk Karl-Marx-Stadt, der ab 1990 als sächsischer Landkreis Zwickau fortgeführt wurde und 1994 im Landkreis Zwickauer Land aufging. Nach der Wende und der Wiedervereinigung schlossen sich zum 1. Januar 1996 die Gemeinden Stenn und Schönfels mit Lichtentanne zusammen, ein Jahr später folgte am 1. Januar 1997 die Gemeinde Ebersbrunn mit ihrem um 1900 entstandenen Ortsteil Hüttelsgrün. Zwei weitere Jahre später wurde Hüttelsgrün zum 1. Januar 1999 nach Zwickau umgemeindet. Infolge des Geburtenrückgangs wurden die Grundschulen in Ebersbrunn und Schönfels 2001 geschlossen. Seit 2008 gehört Ebersbrunn als Ortsteil der Gemeinde Lichtentanne zum Landkreis Zwickau.
Ebersbrunn hat eine Kirche, zwei Friseure, zwei Gaststätten, einen Getränkemarkt, einen Arzt, eine Gärtnerei, eine Bäckerei, sowie eine Pension mit Vinothek.

### Bevölkerungsentwicklung
| Jahr | Einwohner |
| ---- | --------- |
| 1834 | 632       |
| 1871 | 1456      |
| 1890 | 1785      |
| 1910 | 2110      |
| 1925 | 2028      |
| 1939 | 2313      |
| 1946 | 2470      |
| 1950 | 2516      |
| 1964 | 2048      |
| 1990 | 1583      |
| 1996 | 1877      |

Im Jahr 1551 wirtschafteten in Ebersbrunn 46 besessene Mann, 13 Häusler und 28 Inwohner. Rund zwei Jahrhunderte später lag die Zahl der Wirtschaften 1764, ein Jahr nach Ende des Siebenjährigen Krieges, bei 59 besessenen Mann und 25 Häuslerstellen.
In den knapp 40 Jahren vom Beitritt des Königreichs Sachsen zum Deutschen Zollverein bis zur Reichsgründung stieg die Einwohnerzahl auf mehr als das Doppelte, von rund 630 auf knapp 1500 Einwohner. Von der Jahrhundertwende bis in die Zwischenkriegszeit pendelte die Einwohnerzahl um 2100 und stieg bis zum Zweiten Weltkrieg über 2300. Nach dem Krieg hatte die Gemeinde zeitweise über 2500 Einwohner, deren Zahl sank in den folgenden 40 Jahren beinahe um 1000. Bis zur Eingemeindung hatte die Gemeinde Ebersbrunn (mit dem Ortsteil Hüttelsgrün) noch einmal einen leichten Bevölkerungsschub.

## Verkehr
Südlich der Ortslage verläuft die Bundesautobahn 72 mit der Anschlussstelle Zwickau-West, an der die Staatsstraße 293 abzweigt und östlich von Ebersbrunn nach Norden zur Bundesstraße 173 verläuft. An der Bahnstrecke Zwickau–Falkenstein hat der Ort einen Haltepunkt.

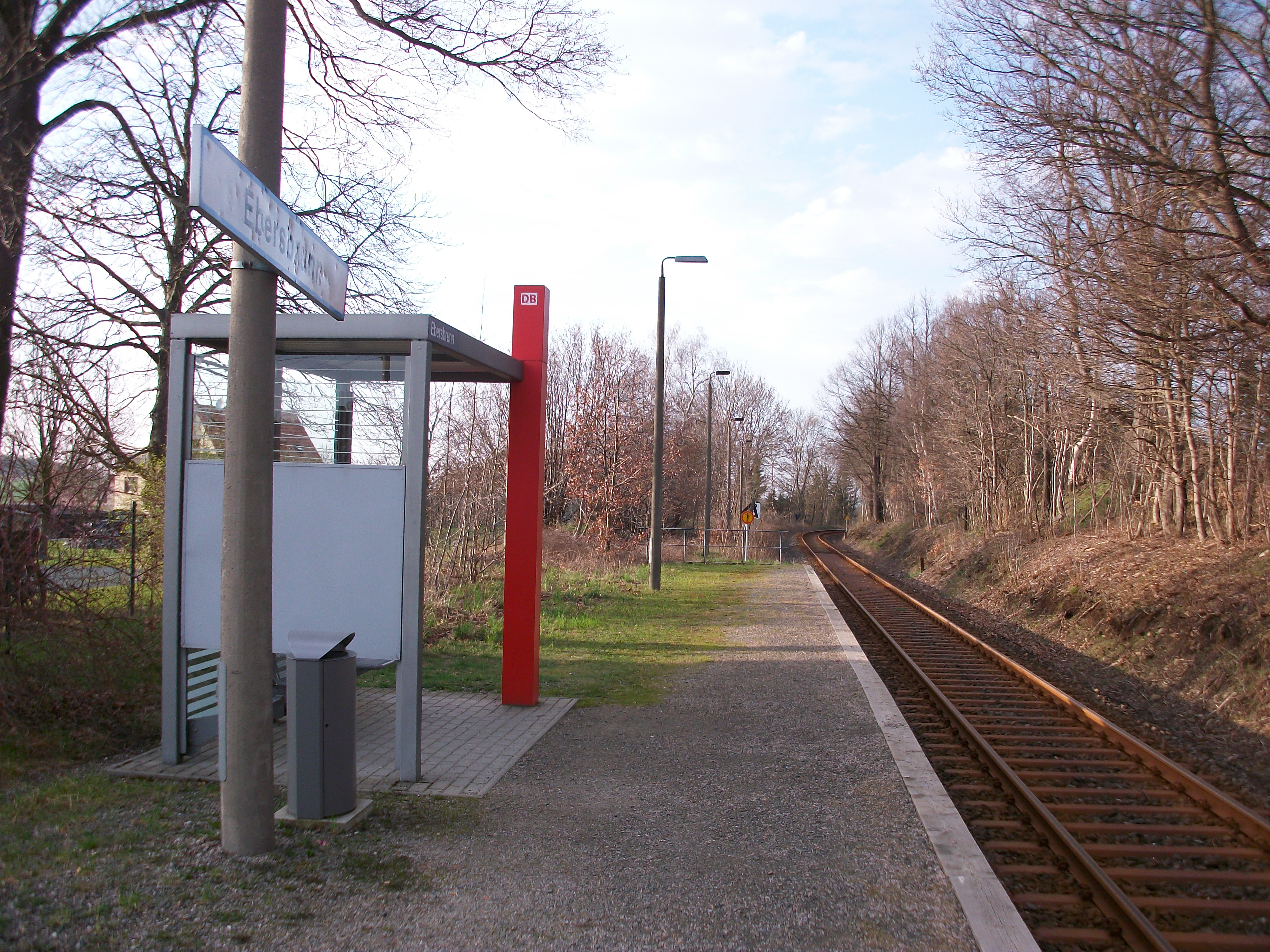
Haltepunkt Ebersbrunn (2016)
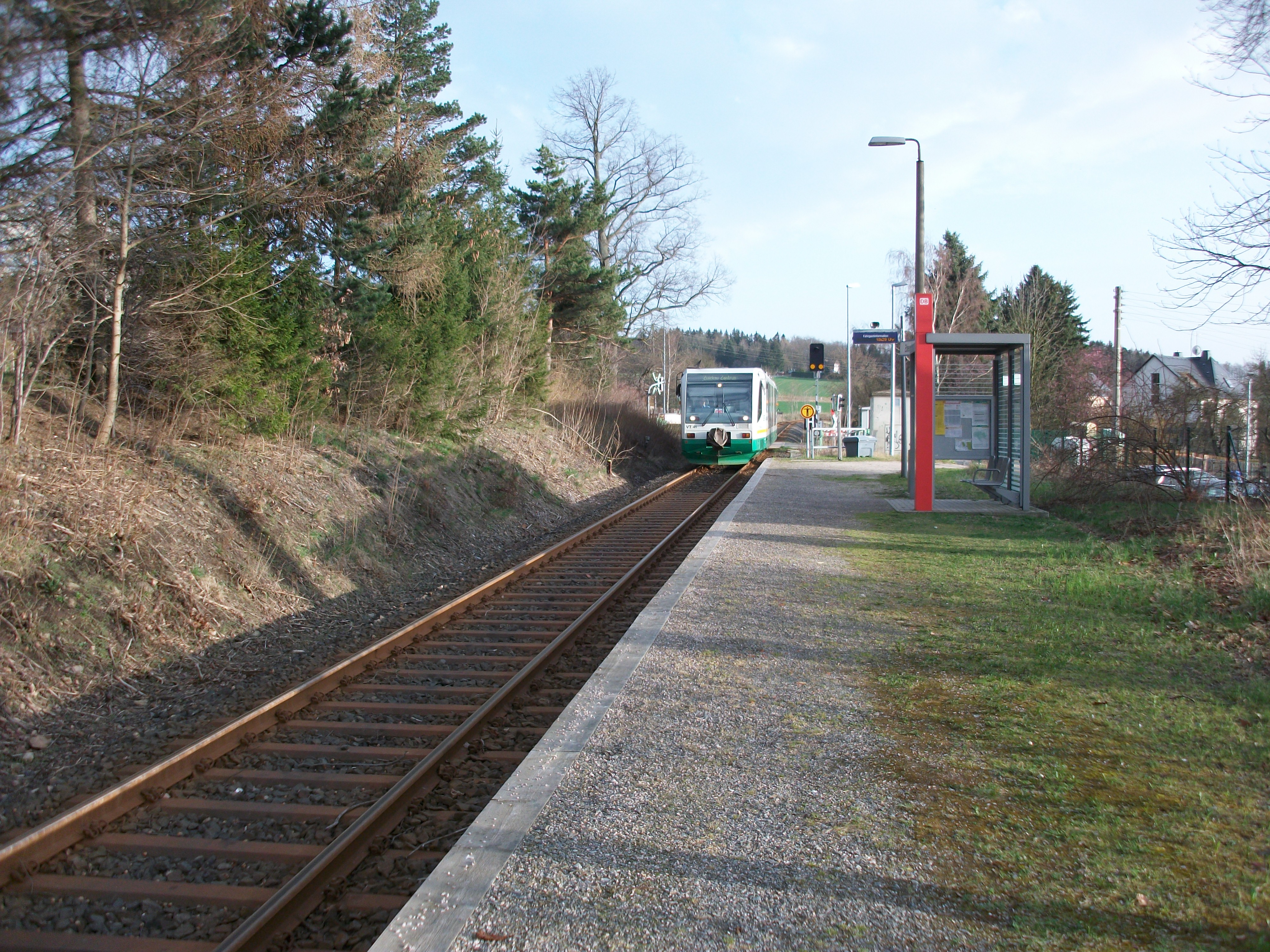
Haltepunkt Ebersbrunn mit Vogtlandbahn (2016)